# 達陣 (橄欖球)
達陣（英語：Try），是在橄欖球（聯合式橄欖球）和聯盟式橄欖球運動中的一種得分方式。透過在對方的得分區（在球門線之後、死線之前）內將球觸地（球與地面接觸時，球必須接觸球員）來得分。橄欖球和聯盟式橄欖球在定義“觸地球”和“得分區”方面略有不同。
“達陣”的原文（Try）意為「嘗試」，源自嘗試射門，表示原本只有將球打到地面才有機會嘗試射門得分（落地射門）。
在美式足球和加拿大式足球裡也有達陣得分，主要區別是該等運動僅要求持球者進入得分區即可，並不需要持球觸地。